# Астенија
Астенија (грч. astheneia) је симптом који представља хроничну исцрпљеност организма и поспаност који се не поправљају ни након одмарања. Обично је узрокована психичким променама као што је депресија, срчаним неурозама и дуготрајним бригама или може бити компонента „неуроциркулаторне астеније“. 
Органски узроци замора могу бити: хроничне инфекције, анемија, ендокрине и метаболичке промене, хронично тровање, употреба депресивних и седативних дрога, малигно обољење, колагена обољења и друга обољења која изазивају исцрпљеност.
|  | Молимо Вас, обратите пажњу на важно упозорење у вези са темама из области медицине (здравља). |